# Peter Allgayer
Peter Allgayer (* 8. Juni 1972 in Freiburg im Breisgau) ist ein deutscher Jurist. Er ist Richter am Bundesgerichtshof.

## Leben und Wirken
Nach dem Ersten und dem Zweiten Juristischen Staatsexamen und der Promotion zum Dr. iur. trat Allgayer 2001 in den Justizdienst des Landes Baden-Württemberg ein. Dort war er unter anderem am Landgericht Heidelberg und bei den Staatsanwaltschaften in Heidelberg und Freiburg tätig. 2005 wurde er als Staatsanwalt zum Beamten auf Lebenszeit ernannt. Im Rahmen von Abordnungen war er von 2008 bis 2010 als wissenschaftlicher Mitarbeiter bei der Bundesanwaltschaft und von 2010 bis 2012 beim Bundesverfassungsgericht tätig. 2011 wurde er zum Ersten Staatsanwalt befördert. Im August 2013 wurde Allgayer zum Staatsanwalt beim Bundesgerichtshof ernannt und gleichzeitig dorthin versetzt. Im Oktober 2016 wurde er Oberstaatsanwalt beim Bundesgerichtshof.
Im Dezember 2016 wurde Allgayer zum Richter am Bundesgerichtshof ernannt. Er wurde dem vorwiegend für das Deliktsrecht und Arzthaftungsrecht zuständigen VI. Zivilsenat zugewiesen.
Er ist verheiratet mit Angelika Allgayer, die ebenfalls Richterin am Bundesgerichtshof ist.

## Veröffentlichungen
- Peter Allgayer: Rechtsfolgen und Wirkungen der Gläubigeranfechtung. RWS Verlag, Köln 2000, ISBN 978-3-8145-8089-0.
- Peter Allgayer: §§ 296 bis 303 StPO. In: Hartmut Schneider (Hrsg.): Münchener Kommentar zur Strafprozessordnung. 1. Auflage. Band 2. C.H. Beck, München 2016, ISBN 978-3-406-64682-9.